# ハノーバー (インディアナ州)
ハノーバー (Hanover) は、インディアナ州ジェファーソン郡のオハイオ川沿いにある町である。人口は3,546人(2010年国勢調査)。ハノーバー大学、サウスウェスタン小学校、サウスウェスタン中学校、サウスウェスタン高校がある。

## 歴史
18世紀まで、現在のハノーバーの町がある土地には白人入植者はいなかった。
記録に残っている中で初めてこの土地にたどり着いた白人はジョージ・ローガン(George Logan, 1780-1875.5.12)で、1801年2月の終わりのことだった。彼は現在のケンタッキー州カロルトンen:Carrollton, Kentuckyからニューオーリンズに行く途中、天候が悪かったので、数日間この土地に停泊した。彼は、この土地に入植しようと決めたが、実際に入植したのは14年後だった。
この土地にはじめて入植した白人はウィリアムソン・ダン(en:Williamson Dunn, 1781-1854)とその家族である。彼は1808年11月28日、26歳で連邦政府から現在のハノーバーの土地を買った。翌年彼と彼の家族はこの土地に入植し、のちのハノーバーとなる、Dunn's Settlement(ダンの入植地)と呼ばれる町の最初の住人になった。間もなく、ジョージ・ローガンがたどり着いた土地に、後にインディアナ州初代副知事となるクリストファー・ハリソン(en:Christopher Harrison, 1780-1868)が入植した。1815年にローガンが戻って来るとローガンはその土地を買い、クリストファー・ハリソンはインディアナ州セイレムに引っ越した。
Dunn's Settlementの住人はほとんどが長老派だった。しかし、一番近い長老派教会は40km離れたチャールズタウンにあった。しかし1819年長老派司祭のトーマス・シアール(Thomas C. Searle, 1787.1.15-1821.10.15)が近くの町に引っ越してきて、1820年3月4日ハノーバー長老派教会が創立された。ニューハンプシャー州ハノーバー出身のシアールの妻は教会の会員にとても尊敬されていたので、教会にハノーバーという名前が付けられた。まもなく、町の名もハノーバーに変わった。しかしすでにシェルビー郡にハノーバーという町があったので、町の正式名称はサウスハノーバーだった。しかし、シェルビー郡のハノーバーという町はその後、なくなってしまい、サウスハノーバーはハノーバーに縮められた。
1821年10月15日にシアールが亡くなり、教会には牧師がいなくなった。そこで、1823年教会総会議長のジョン・ディッキーの招きにより長老派牧師ジョン・フィンリー・クロウ(en:John Finley Crowe, 1787-1860)が引っ越してきた。1827年1月1日彼は宗教的な学校を開いた。これが後のハノーバー大学となる。